# Benoît Chevalier
Benoît Chevalier, né le 26 mai 1974 à Orange, est un handballeur français évoluant au poste d'arrière droit.

## Biographie
Né à Orange, Benoît Chevalier débute le handball à 11 ans à Suze-la-Rousse (Drôme). Trois ans plus tard, il arrive au collège de Portes-lès-Valence qui possède une section handball. Par la suite, il rejoint le sport-étude de Chambéry avant d'être repéré par l'USAM Nîmes 93 où il évolue avec l'équipe espoir dans un premier temps. Arrière droit de grande taille, Chevalier joue quelques bouts de matchs avec l'effectif professionnel de l'USAM Nîmes 93 à compter de 1991 mais ne marque qu'un but lors des saisons 92/93 et 93/94. Ce n'est qu'avec la liquidation judiciaire du club et sa relégation en Nationale 1 que Chevalier devient un joueur important de l'effectif. Avec l'équipe de France junior, il participe au championnat du monde junior en 1995 (da).
En 1996, il signe à l'OM Vitrolles qui se veut moins ambitieux... mais le club marseillais est contraint de déposer le bilan à l'été 1996 et Benoît Chevalier s'engage alors chez les Spacer's de Toulouse. Il y connaît une rupture des ligaments croisés l'année suivante. Cependant, il remporte sa première coupe de France en 1998. Chevalier rejoint en 1999 le Montpellier Handball avec lequel il devient champion de France en 2000, remporte deux autres coupe de France en 2000 et 2001 et dispute la Ligue des champions. 
Il retrouve en 2001 son club formateur de l'USAM Nîmes Gard, qui fait son retour en D1. Et ce retour est un succès sur le plan personnel puisqu'il termine 10e meilleur buteur du Championnat de France 2001-2002 puis est le deuxième meilleur arrière droit du Championnat de France 2006-2007 derrière Sébastien Bosquet. Il termine sa carrière à Nîmes en 2009.
Originaire de la vallée du Rhône, il se reconvertit en tant que caviste à Lunel après sa retraite sportive.

## Palmarès

### En club
Compétitions nationales
- Vainqueur du championnat de France (1) : 2000
- Vainqueur de la coupe de France (3) : 1998, 2000, 2001